# Берсон Микола Семенович
Мико́ла Семе́нович Берсо́н (нар. 20 вересня 1953, м. Миколаїв, УРСР) — директор Миколаївського академічного українського театру драми і музичної комедії, доцент, народний артист України, заслужений діяч мистецтв України, заслужений працівник культури України.

## Життєпис
Народився 20 вересня 1953 року в місті Миколаєві. У 1975 році закінчив Миколаївську філію Київського державного інституту культури і мистецтв імені Корнійчука.
Трудову діяльність почав в селі Щербані Вознесенського району Миколаївської області директором будинку культури, потім — заступником голови колгоспу з питань культури, першим заступником голови колгоспу, а згодом виконуючим обов'язки голови колгоспу у селі.
У 1980 році став лауреатом республіканської премії імені М. Островського.
З 1988 року — директор Миколаївського українського театру драми та музичної комедії. Сприяв становленню театру, появі дитячого театру-супутника «Академія пані Куліси». Велику увагу приділяв створенню нових програм, театральних свят, бенефісів. За його ініціативою створено опікунську раду театру. Голова Художньої ради театру.
За вагомий особистий внесок у розвиток театрального митецтва, багаторічну творчу працю та досягнення у професійній діяльності в 2002 році нагороджений Почесною грамотою Кабинету Міністрів України з врученням пам'ятного знаку.
Як керівник авторського колективу вистави опери М. Аркаса «Катерина» поставленій на сцені до 150-річчя видатного земляка, у 2003 році став лауреатом обласної премії імені М. Аркаса напрямком «Історичні, етнографічні, археологічні дослідження, охорона культурної спадщини».
2005 здійснив відкриття Малої сцени театру як альтернативного способу підвищення творчого потенціалу групи, удосконалення акторської майстерності, пошуку нових форм діяльності. Цього ж року став доцентом.
2019 року присвоєно звання Почесний громадянин міста Миколаєва.

## Нагороди
- Лауреат республіканської премії ім. М. Островського (1980 р.)
- Лауреат премії Спілки театральних діячів України ім. М. Садовського (1997 р.);
- Звання «Городянин року — 1996»; «Людина року 2007»; «Людина року 2013»[6] (м. Миколаїв)
- За вагомий внесок у розвиток театрального мистецтва, багаторічну працю та досягнення у професійній діяльності в 2002 р. нагороджений Почесною грамотою Кабінету Міністрів України з врученням пам'ятного знаку.[7]
- 2001 року став лауреатом Всеукраїнського театрального фестивалю «Мельпомена Таврії» в номінації «Відкриття нових імен» за мистецький проект «Парад бельканто».
- Як керівник авторського колективу вистави опери Миколи Аркаса «Катерина», поставленій на сцені театру до 150-річчя видатного земляка у 2003 році, став лауреатом обласної премії ім. М. Аркаса.
- 2003 року нагороджений Почесною грамотою Кабінету міністрів України і Грамотою Верховної Ради України.
- 2004 року отримав подяку Кабінету Міністрів України та Диплом «Найкращий директор театру в Україні за підсумками року»
- 19 листопада 2008 року літературно-художня композиція «33-й. Розплата за волю.» у постановці Миколи Берсона здобуває відзнаку Міністерства культури і туризму України в рамках всеукраїнського огляду до 75-х роковин Голодомору 1932-33 років в Україні «Засвіти свічку пам'яті».
- Кавалер орденів «За заслуги» I — III ступенів.[8][9][10]

## Статті та публікації
- Берсон М. Із землі корифеїв // Українська культура. — 2005. — № 4. — С.18-19.
- Берсон М. Катерина безсмертна своїм змістом // Культура Півдня України.- 2007.-С.98-100.
- Берсон М. Культурологічний аспект творчих стосунків Леся Курбаса та Миколи Куліша // Науково-методичні матеріали на допомогу самостійній роботі студентів: Зб. статей.-2005.-С.81-87.
- Берсон М. Маруся Чурай Л.Костенко в сучасній театральній інтерпретації // Мова та культура: Наукове видання. Т.VIII(96). Вип.9. — К., 2007. — С.201-204.
- Берсон М. Незакінчена п'єса для механічного соловейка // Радянське Прибужжя.-1999.-18 груд.-С.1-2.
- Берсон М. Свято ліхтарів // Art Line. — 1998. — № 2. — С.14-16.
- Берсон М. Служіння народу та мистецтву: М. Карпенко-Карий та М. Кропивницький // Науково-методичні матеріали на допомогу самостійній роботі студентів: Зб. статей. — 2005. — С.88-91.
- Берсон М. Театр — це життя // Освітянські вітрила. — 2004. — № 2. — С.130-134.
- Берсон М. Феномен, або Два крила театру // Південна правда. −1999. — 22 трав. — С.3.